# Gabrielle (cantante)
Louise Gabrielle Bobb (Hackney, Londres, 19 de julio de 1969), más conocida simplemente como Gabrielle, es una cantante y compositora inglesa conocida por su característico uso de un parche ocular o gafas de sol, que utiliza por padecer ptosis, la caída de un párpado.
Su sencillo debut «Dreams» encabezó el UK Singles Chart en junio de 1993. Otros temas notables incluyen «Going Nowhere», «Give Me a Little More Time», «Walk on By» y «If You Ever», un dueto con East 17. Tras un par de años de descanso, reapareció en el mercado musical «Rise», que en 2000 se convirtió en el segundo número uno de Gabrielle en el Reino Unido. El álbum del mismo nombre, también alcanzó el primer lugar en el UK Albums Chart, donde permaneció durante tres semanas. El éxito de «Out of Reach» de la banda sonora de la película El diario de Bridget Jones alcanzó el número cuatro en el UK Singles Chart. Su colección de grandes titulada  Dreams Can Come True, Greatest Hits Vol. 1 fue lanzada en 2001.
Gabrielle ha ganado dos premios Brit, el primero en 1994 en la categoría artista revelación británica, y el segundo en 1997 por mejor artista femenina británica.

## Discografía

### Álbumes de estudio
| Título                                                  | Detalles del álbum | Máxima posición en listas | Máxima posición en listas | Máxima posición en listas | Máxima posición en listas | Máxima posición en listas | Máxima posición en listas | Máxima posición en listas | Certificaciones (Ventas)  |
| Título                                                  | Detalles del álbum | UK                        | AUT                       | GER                       | IRE                       | NLD                       | SWE                       | SWI                       | Certificaciones (Ventas)  |
| ------------------------------------------------------- | --- | ------------------------- | ------------------------- | ------------------------- | ------------------------- | ------------------------- | ------------------------- | ------------------------- | ------------------------- |
| Find Your Way                                           | - Fecha de lanzamiento: 18 de octubre de 1993 - Sello discográfico: Polygram (#828 441-4) - Formatos: CD, casete         | 9                         | —                         | 72                        | —                         | 87                        | 56                        | —                         | - Reino Unido: Oro        |
| Gabrielle                                               | - Fecha de lanzamiento: 27 de mayo de 1996 - Sello discográfico: Polygram (#828 724-4) - Formatos: CD, casete            | 11                        | —                         | —                         | —                         | 80                        | —                         | —                         | - Reino Unido: Platino    |
| Rise                                                    | - Fecha de lanzamiento: 18 de octubre de 1999 - Sello discográfico: Go Beat (#547 768-2) - Formatos: CD, casete          | 1                         | 17                        | 19                        | 6                         | 23                        | —                         | 19                        | - Reino Unido: 4× Platino |
| Play to Win                                             | - Fecha de lanzamiento: 17 de mayo de 2004 - Sello discográfico: Universal (#986 653-1) - Formatos: CD, descarga digital | 10                        | 72                        | 98                        | 43                        | —                         | —                         | 70                        | - Reino Unido: Oro        |
| Always                                                  | - Fecha de lanzamiento: 1 de octubre de 2007 - Sello discográfico: Universal (#1720375) - Formatos: CD, descarga digital | 11                        | —                         | —                         | 79                        | —                         | —                         | —                         | - Reino Unido: Plata      |
| "—" denota que el lanzamiento no apareció en las listas | |                           |                           |                           |                           |                           |                           |                           |                           |

### Álbumes compilatorios
| Año                                                      | Detalles del álbum | Máxima posición en listas | Máxima posición en listas | Máxima posición en listas | Máxima posición en listas | Máxima posición en listas | Certificaciones (Ventas)  |
| Año                                                      | Detalles del álbum | UK                        | AUT                       | GER                       | IRE                       | NL                        | Certificaciones (Ventas)  |
| -------------------------------------------------------- | --- | ------------------------- | ------------------------- | ------------------------- | ------------------------- | ------------------------- | ------------------------- |
| 2001                                                     | Dreams Can Come True, Greatest Hits Vol. 1 - Fecha de lanzamiento: 12 de noviembre de 2001 - Sello discográfico: Polygram (#589 734-2) - Formatos: CD, casete, LP | 2                         | 59                        | 46                        | 3                         | 15                        | - Reino Unido: 4× Platino |
| 2013                                                     | Now and Always: 20 Years of Dreaming - Fecha de lanzamiento: 25 de noviembre de 2013 - Sello discográfico: Island Records - Formatos: CD, descarga digital        | 38                        | —                         | —                         | —                         | —                         |                           |
| "—" denota que el lanzamiento no apareció en las listas. | |                           |                           |                           |                           |                           |                           |

### Remezclas
| Año  | Detalles del álbum                                                                                              |
| ---- | --- |
| 2000 | Rise Underground - Fecha de lanzamiento: 2000 - Sello discográfico: Go Beat (#549 284-2) - Formatos: CD, casete |

## Sencillos

### Como artista principal
| Año  | Título                                           | Máxima posición en listas | Máxima posición en listas | Máxima posición en listas | Máxima posición en listas | Máxima posición en listas | Máxima posición en listas | Máxima posición en listas | Máxima posición en listas | Máxima posición en listas | Máxima posición en listas | Certificaciones (Ventas)                  | Álbum                                                                       |
| Año  | Título                                           | UK                        | AUS                       | AUT                       | FRA                       | GER                       | IRE                       | NL                        | NZ                        | SWE                       | SWI                       | Certificaciones (Ventas)                  | Álbum                                                                       |
| ---- | ------------------------------------------------ | ------------------------- | ------------------------- | ------------------------- | ------------------------- | ------------------------- | ------------------------- | ------------------------- | ------------------------- | ------------------------- | ------------------------- | ----------------------------------------- | --------------------------------------------------------------------------- |
| 1993 | «Dreams»                                         | 1                         | 2                         | 10                        | 11                        | 14                        | 2                         | 7                         | 36                        | 5                         | 10                        | - Reino Unido: Oro - Australia: Platino   | Find Your Way                                                               |
| 1993 | «Going Nowhere»                                  | 9                         | 77                        | —                         | —                         | 57                        | 18                        | 38                        | —                         | —                         | 22                        |                                           | Find Your Way                                                               |
| 1993 | «I Wish»                                         | 26                        | —                         | —                         | —                         | —                         | —                         | —                         | —                         | —                         | —                         |                                           | Find Your Way                                                               |
| 1994 | «Because of You»                                 | 24                        | —                         | —                         | —                         | —                         | —                         | —                         | —                         | —                         | —                         |                                           | Find Your Way                                                               |
| 1996 | «Give Me a Little More Time»                     | 5                         | 70                        | —                         | —                         | —                         | 9                         | 36                        | 40                        | 35                        | —                         | - Reino Unido: Plata                      | Gabrielle                                                                   |
| 1996 | «Forget About the World»                         | 23                        | —                         | —                         | —                         | —                         | —                         | —                         | —                         | —                         | —                         |                                           | Gabrielle                                                                   |
| 1996 | «If You Really Cared»                            | 15                        | —                         | —                         | —                         | —                         | —                         | —                         | —                         | —                         | —                         |                                           | Gabrielle                                                                   |
| 1996 | «If You Ever» (dueto con East 17)                | 2                         | 16                        | —                         | 19                        | 31                        | 4                         | 38                        | —                         | 5                         | 20                        | - Reino Unido: Oro                        | Gabrielle                                                                   |
| 1997 | «Walk On By»                                     | 7                         | —                         | —                         | —                         | —                         | —                         | 96                        | —                         | —                         | —                         |                                           | Gabrielle                                                                   |
| 1999 | «Sunshine»                                       | 9                         | —                         | —                         | —                         | —                         | —                         | 98                        | —                         | —                         | —                         |                                           | Rise                                                                        |
| 2000 | «Rise»                                           | 1                         | 44                        | 5                         | 35                        | 16                        | 1                         | 14                        | 2                         | 24                        | 11                        | - Reino Unido: Oro                        | Rise                                                                        |
| 2000 | «When a Woman»                                   | 6                         | 50                        | —                         | —                         | 65                        | 27                        | 59                        | —                         | —                         | 30                        |                                           | Rise                                                                        |
| 2000 | «Should I Stay»                                  | 13                        | —                         | —                         | —                         | —                         | —                         | —                         | —                         | —                         |                           |                                           | Rise                                                                        |
| 2001 | «Out of Reach»                                   | 4                         | 9                         | 52                        | —                         | 71                        | 3                         | 12                        | 2                         | 8                         | 8                         | - Reino Unido: Plata - Australia: Platino | Rise (relanzamiento) / Bridget Jones's Diary: Music from the Motion Picture |
| 2001 | «Don't Need the Sun to Shine (To Make Me Smile)» | 9                         | 98                        | 68                        | —                         | 88                        | 17                        | 77                        | 13                        | —                         | 56                        |                                           | Dreams Can Come True: Greatest Hits Vol. 1                                  |
| 2004 | «Stay the Same»                                  | 20                        | —                         | —                         | —                         | —                         | 47                        | —                         | —                         | —                         | —                         |                                           | Play to Win                                                                 |
| 2004 | «Ten Years Time»                                 | 43                        | —                         | —                         | —                         | —                         | —                         | —                         | —                         | —                         | —                         |                                           | Play to Win                                                                 |
| 2007 | «Why" (con Paul Weller)                          | 42                        | —                         | —                         | —                         | —                         | —                         | —                         | —                         | —                         | —                         |                                           | Always                                                                      |
| 2007 | «Every Little Teardrop»                          | —                         | —                         | —                         | —                         | —                         | —                         | —                         | —                         | —                         | —                         |                                           | Always                                                                      |
| 2013 | «Say Goodbye»                                    | —                         | —                         | —                         | —                         | —                         | —                         | —                         | —                         | —                         | —                         |                                           | Now and Always: 20 Years of Dreaming                                        |

### Colaboraciones
| «Perfect Day» (junto a otros artistas)                                                    | 1997 | —  | 1  |  | Sin álbum    |
| «Best Friend» (Mark Morrison con Gabrielle y Conner Reeves)                               | 1999 | 50 | 23 |  | Innocent Man |
| «Hollywood» (Naughty Boy junto a Gabrielle)                                               | 2013 | —  | —  |  | Hotel Cabana |
| "—" denota que el lanzamiento no apareció en las listas o no se lanzó en dicho territorio |      |    |    |  |              |

## Vídeos musicales
| Año  | Canción                       | Director(es)      |
| ---- | ----------------------------- | ----------------- |
| 1993 | «Dreams»                      | Kate Garner       |
| 1993 | «Going Nowhere»               |                   |
| 1993 | «I Wish»                      |                   |
| 1994 | «Because of You»              |                   |
| 1996 | «Give Me a Little More Time»  |                   |
| 1996 | «Forget About the World»      | Howard Greenhalgh |
| 1996 | «If You Really Cared»         |                   |
| 1997 | «Walk on By»                  | John Maybury      |
| 1999 | «Sunshine»                    |                   |
| 2000 | «Rise"                        | Kevin Godley      |
| 2000 | «When a Woman»                | Max & Dania       |
| 2000 | «Should I Stay»               |                   |
| 2001 | «Out of Reach»                | Kevin Godley      |
| 2001 | «Don't Need the Sun to Shine» | Max & Dania       |
| 2004 | «Stay the Same"               | Mike Lipscombe    |
| 2004 | «Ten Years Time»              |                   |
| 2007 | «Why"                         |                   |
| 2007 | «Every Little Teardrop»       |                   |
| 2013 | «Say Goodbye"                 |                   |